# Parc Nacional de Jbil
El Parc Nacional de Jbil (àrab: الحديقة الوطنية جبيل, al-Ḥadīqa al-Waṭaniyya Jbīl) és un territori amb qualificació de parc nacional a Tunísia a la governació de Kébili a uns 100 km al sud de la ciutat de Kebili. Fou creat per decret el 24 d'octubre del 1994.
Ocupa una àrea de 150.000 hectàrees i la seva altura és entre 50 i 220 metres. És el parc nacional més gran del país i ocupa una part del Gran Erg Oriental tunisià amb les seves dunes, 4.000 hectàrees del Massís tabulari de Jbil o Jebil, i 18.200 hectàrees de terres desèrtiques.
La seva vegetació és típicament sahariana amb espècies com: Rhanterium suavolens, Arthrophytum schmittianum, Aristida pungens, Retama raetam, Calligonum arich i C. azel. És especialment una zona per ocells amb presència de les següents espècies: Pterocles senegallus, Caprimulgus aegyptius, Alaemon alaudipes, Rhamphocoris clotbey, Ammomanes cinctura, Ammomanes deserti, Eremophila bilopha, Scotocerca inquieta, Sylvia melanocephala, Sylvia cantillans, Sylvia deserticola, Sturnus unicolor, Phoenicurus moussieri, Oenanthe leucura, Oenanthe moesta, Oenanthe hispanica, Passer simplex, i Bucanetes githagineus. Espècies amenaçades són les Gazella (Gaseles), el Pterocles i la Chlamydotis undulata.
Encara que no queden restes arqueològiques aquesta regió fou part d'una sabana i en les crostes interdunàries s'han trobat restes d'eines de sílex tallades i crostes d'ous d'estruç. Al mateix lloc de Jbil hi ha un antic campament amazic encara en ús. En aquest punt hi ha un lloc de guàrdia i algunes estructures del parc (per acolliments, aclimatació, etc.). Hi ha diversos punts d'observació. Els guàrdies patrullen el parc en dromedari o a cavall. Al parc s'hi accedeix per Chabet el Bdha on la casa del guàrdia és alimentada per energia solar.